# Archiearis extrema
Archiearis extrema là một loài bướm đêm trong họ Geometridae.